# آل پلیر
آل پلیر (به انگلیسی: ALLPlayer) یک رایگان‌افزار پخش‌کننده رسانه لهستانی است. از ویژگی‌های این برنامه عبارتند از به روز رسانی خودکار کدک‌ها و همکاری با سرور زیرنویس برای دانلود زیرنویس به زبان‌های مختلف و توانایی تطبیق زیرنویس.